# 86 a. C.
El año 86 a. C. fue un año del calendario romano prejuliano. En el Imperio romano, fue conocido como el año 668 Ab Urbe condita.

## Acontecimientos
- Lucio Cornelio Sila saquea Atenas.
- Cayo Mario toma Roma y se hace nombrar cónsul por séptima vez.

## Nacimientos
- Antíoco I Theos de Comagene.

## Fallecimientos
- Cayo Mario, político y militar romano, elegido cónsul siete veces.